# Červený mlýn
Červený mlýn je vodní mlýn na řece Loděnici nedaleko Unhoště v okrese Kladno. Mlýn má velmi dobře zachované strojní zařízení.

## Historie
Ve mlýně se vystřídalo množství majitelů i nájemců.
Majitelé:
- Čejkové z Olbramovic - počátek 17. století (třicetiletá válka)
- Vilém Albrecht Krakovský z Kolovrat - původně mlýn od Čejků pronajímal, po požáru roku 1631 jej koupil, v roce 1654 už měl mlýn instalována dvě mlýnská kola
- Maxmilián Norbert Krakovský z Kolovrat - zdědil mlýn po svém otci Vilému Albrechtovi
- Antonie hraběnka Černínová - 1721
- Karel Joachim hrabě Breda ze Špandavy - 1722
- Ferdinand Adam hrabě Kustoš ze Zubří a Lipky - 1727
- Marie Josefa hraběnka Kustošová - 1741, snacha Ferdinanda Adama
- Anna Lucie Hartmannová - uvádí se 1761
- Melichar Ignác Küttl - 1780, doktor medicíny, mlýn vlastnil s manželkou Marií Annou
- František Josef Budínský a Anna Marie Fišerová - 1783
- Jan Štulc - mlýn získal emfyteuticky 1783
- Vojtěch Kalivoda - 1796
- Chodouňští - 1801
- Trnkovi - 1810
- František Bejšovec
- Antonín Mifka - 1813
- Jan a Barbora Vojáčkovi - 1814
- Zimovi - 1817
- Václav Chot
- Langrovi - 1822, ve mlýně nehospodařili, pronajali jej Janu Vranovskému
- manželé Štulzovi - 1828
- Vincenc Štulz - 1835, syn Štulzových
- František Zajíček
- František a Marie Kopřivovi
- Adolf Wild - 1862
- manželé Procházkovi - 1872
- kvůli dluhům získala mlýn Okresní záložna v Unhošti
- manželé Štěpánkovi - 1898, v roce 1906 mlýn vyhořel a v roce 1911 oba manželé zemřeli
- V. Kubálek
- František a Anna Hošnovi - 1915
- mlýn fungoval do 20. let 20. století, poté už Hošnovi hospodařili pouze na polích
- v majetku rodiny Hošnových je mlýn dodnes (květen 2020)

Až do konce 18. století majitelé ve mlýně nehospodařili a mlýn byl pronajímán. Nájemci:
- manželé Svaškovi - pronajali mlýn roku 1662
- Václav a Salomena Varvažovští - 1664
- Jan a Veronika Protivovi - 1668
- Lukáš Pokorný - 1674
- Jiří Zahrádka - 1685
- Kuchyňka - 1692
- Jan Bělohlávek - 1715
- Tomáš z Bubna - 1735
- Matěj Bělohlávek s manželkou Kateřinou - 1737
- Jan Štulc - 1770
- Matěj Bělohlávek - 1780, Štulcův vnuk
- v roce 1783 mlýn získal emfyteuticky dědeček stávajícího majitele Jan Štulc

## Architektura a vybavení
Komplex mlýna je zděný, jednopatrový a dochoval se bez výraznějších přestaveb. Na stavbě se dochovaly některé zajímavé architektonické prvky, v exteriéru například plastická výzdoba na omítce, v interiéru pak sloupy, trámy, krov apod. Velmi cenná je zachovalá mlýnská technologie - v podkolí mlýna je zachována několikanásobná mlýnská hranice se zdobenými sloupy a zhlavím, která pochází pravděpodobně již ze 17. století, dále pak je zachováno několik mlecích stolic a další stroje.